# كينان كلايتون
كينان كلايتون (بالإنجليزية: Keenan Clayton)‏ هو لاعب كرة قدم أمريكية أمريكي، ولد في 19 يونيو 1987 في سولفر سبرينغز في الولايات المتحدة.

## وصلات خارجية
- كينان كلايتون على موقع مرجع كرة القدم المحترفة.كوم (الإنجليزية)